# 武大偉

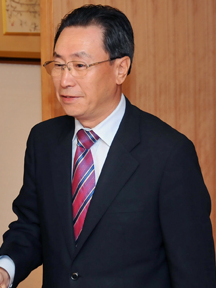
2010年8月於日本會見時任日本外相岡田克也

武大伟（1946年12月—），中国黑龙江省海伦市人，汉族，毕业于北京外国语大学，中华人民共和国职业外交官。曾任中国政府朝鲜半岛事务特别代表、中国驻韩国大使、驻日本大使、外交部副部長。現已屆齡退休。

## 簡歷
- 1973年－1979年：中國駐日本大使館職員、隨員
- 1979年－1980年：外交部亞洲司隨員、三等秘書
- 1980年－1985年：國務院辦公廳副處長
- 1985年－1989年：駐日本大使館二等秘書、一等秘書
- 1989年－1992年：外交部亞洲司一秘、處長、參贊
- 1992年－1994年：外交部亞洲司副司長
- 1994年－1998年：駐日本大使館公使銜參贊、公使
- 1998年－2001年：接替张庭延出任駐韓國大使
- 2001年－2004年：接替陳健出任駐日本大使
- 2004年－2010年：外交部副部長，第11届全国政协常委、外事委员会副主任委员。
- 2010年1月－2017年8月：中国政府朝鲜半岛事务特别代表[1]

## 家庭
已婚，有一女。